# Ramme (Maschine)

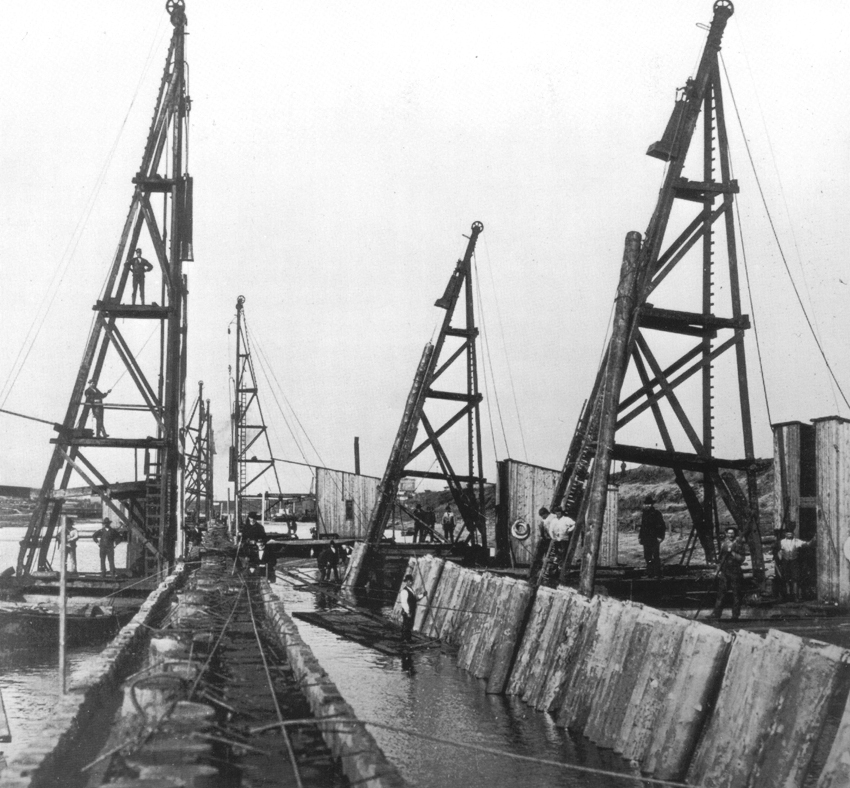
Rammarbeiten während der Weserkorrektion (1887–1895)

Eine Ramme ist eine Maschine und ein mit einem großen Hammerkopf vergleichbares Werkzeug, mit dessen Hilfe Gegenstände bewegt, verformt oder gebrochen werden können, indem die Ramme auf den Gegenstand stößt. Ein typisches Anwendungsgebiet ist das Eintreiben von Pfählen oder Spundbohlen in das Erdreich, zum Beispiel beim Zaunbau, zur Pfahlgründung oder beim Baugruben- und Graben-Verbau. 
Als Ramme dient typischerweise ein schwerer Stahlkörper, der hochgehoben wird, um anschließend im freien Fall genügend Bewegungsenergie zu sammeln, um ein Stahlprofil in den Boden zu treiben.
Vergleichbar funktionierende manuelle Werkzeuge, die zum flächigen Verdichten des Untergrunds dienen, werden als Stampfer oder Handramme bezeichnet. Manuell geführte Stampfer, die elektrisch, pneumatisch oder mit Treibstoff betrieben werden, heißen Stampframme (früher auch als „Benzinfrosch“ bezeichnet und heute weitgehend durch Vibrationsstampfer ersetzt).
Während Rammen meist senkrecht wirken, dienten Rammböcke in der Geschichte dazu, Tore und Mauern von Befestigungsanlagen durch horizontal geführte Stöße zu öffnen. In kleinerer Ausführung werden gelegentlich Einmannrammen durch Einsatzkräfte eingesetzt, um verschlossene Türen zu öffnen.

## Geschichte
Rammen wurden ursprünglich durch Menschenkraft angetrieben. Franz Josef von Gerstner beschreibt im 19. Jh. die Nutzung von Handzugrammen sowie des ebenfalls manuell betriebenen Wiener Schlagwerks bei Gründungsarbeiten der Leitmeritzer-Brücke 1822. Mit letzterem konnten Grundpfähle wesentlich höherer Tragfähigkeit eingerammt werden. 
Durch Dampf angetriebenen Rammen wurden durch den Schotten James Nasmyth eingeführt.

## Bauarten

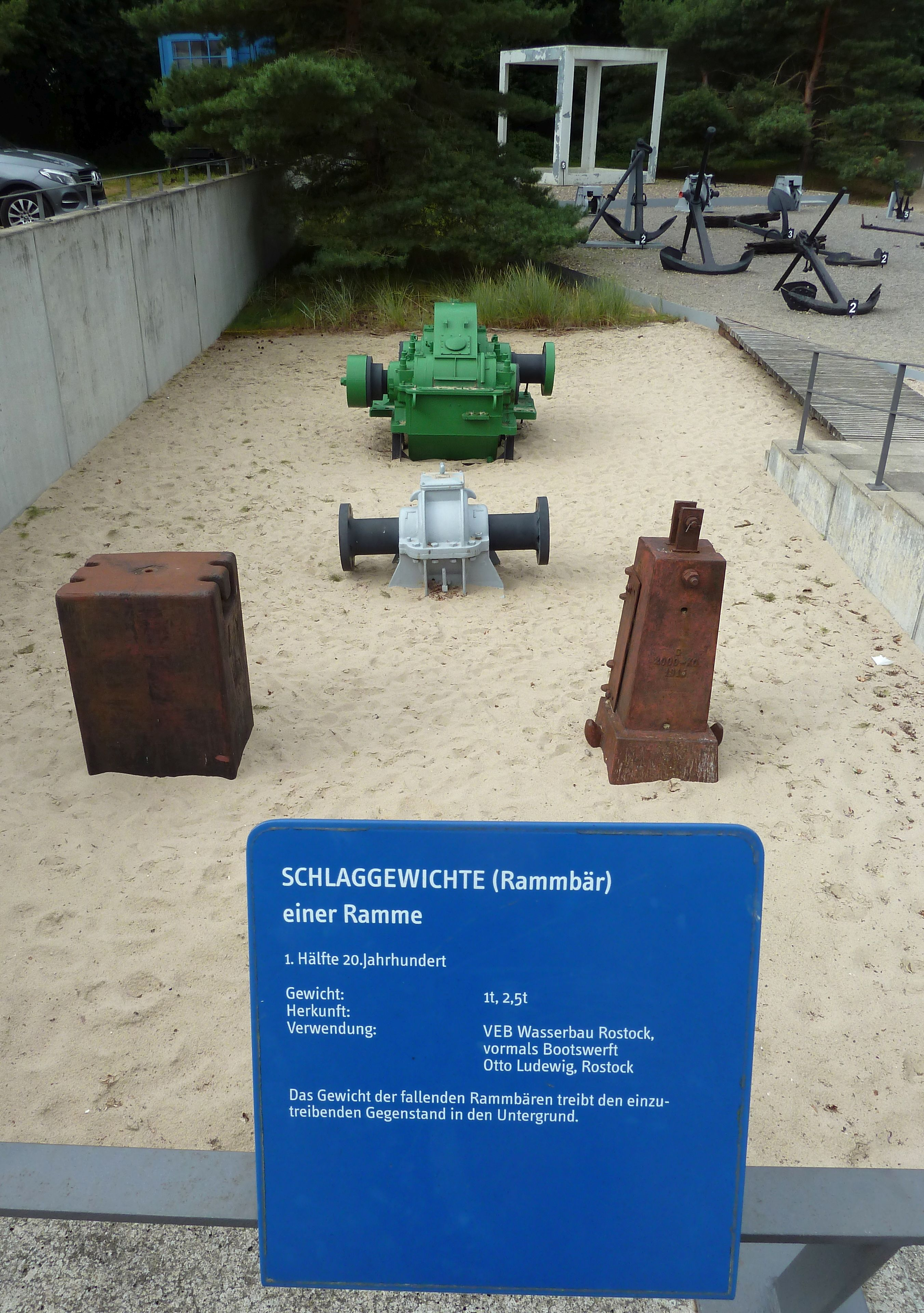
Gewichte einer Schlagramme (1 und 2,5 Tonnen)

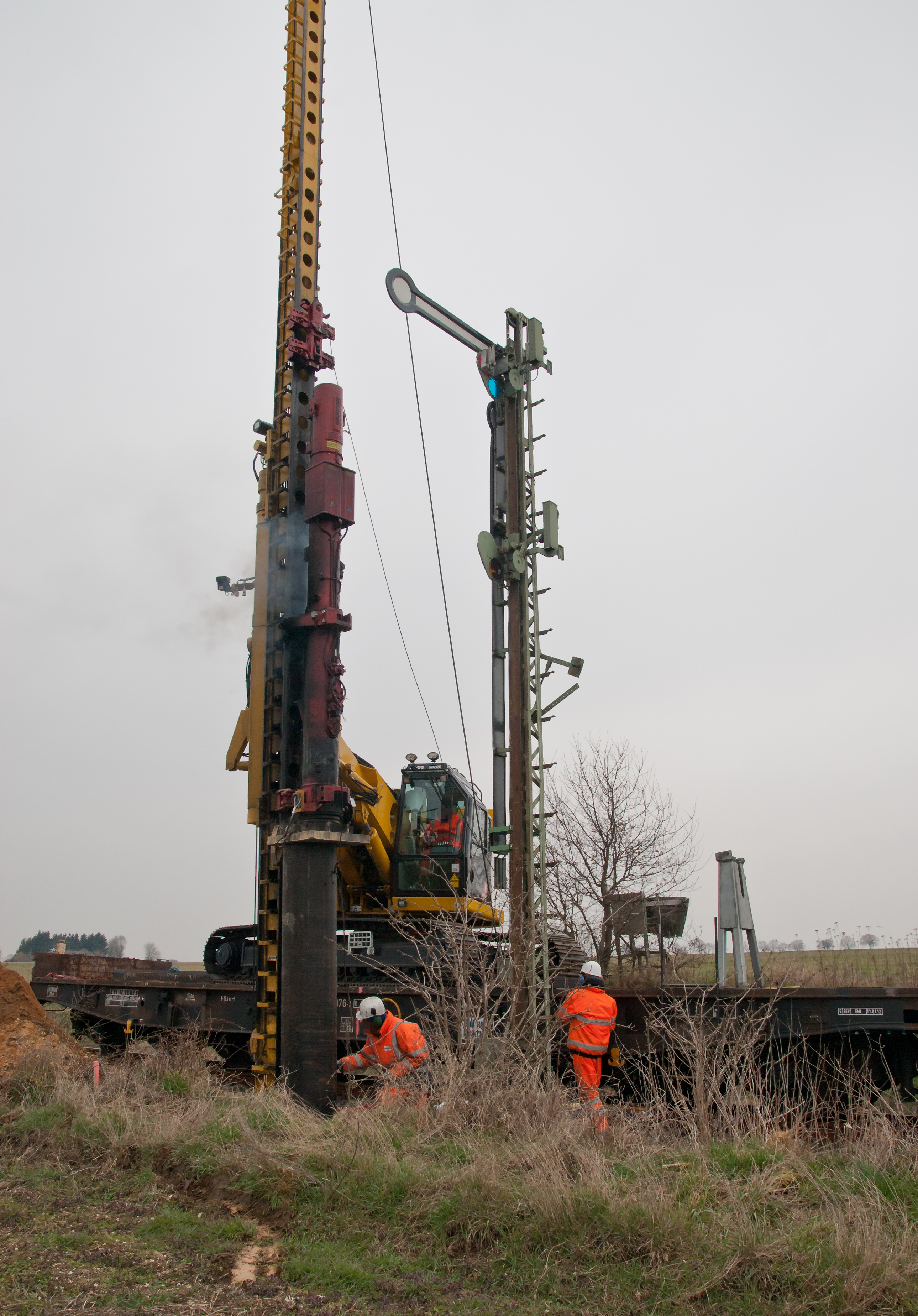
Explosionsramme während der Arbeit

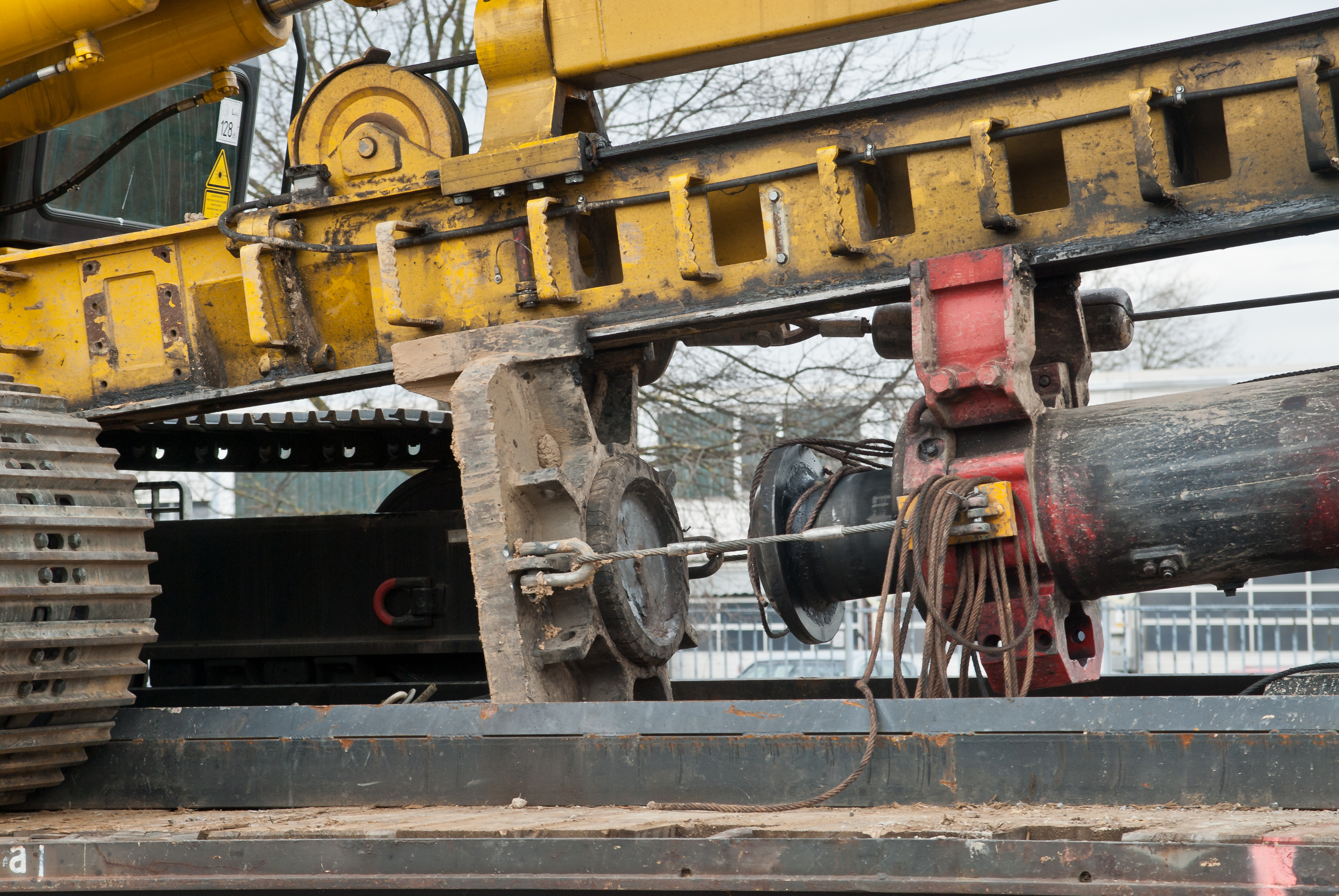
Details der Ramme aus dem vorigen Bild: führender Mäkler, Schlagplatte mit Holzausfütterung auf der Seite des Rammbärs und Teilstück der Explosionsbärs (in Transportstellung aufgenommen). Bild ist annotiert.

Grundsätzlich unterscheidet man zwei Arten von Rammen:

### Schlagrammen
Das Rammgut wird mit sich wiederholenden Schlägen eines Schlagbären in den Boden getrieben. Die Schlagenergie wird durch ein auf das Rammgut herabfallendes Gewicht erzeugt. Die auf das Rammgut einwirkende kinetische Energie bestimmt sich aus der Masse des Schlagbären und der erzielten Geschwindigkeit desselben. Das Anheben des Fallgewichtes erfolgt durch Muskelkraft, Hydraulikflüssigkeit, Druckluft oder Explosionsgase als Energieträger. Das Fallgewicht wird angehoben und auf das Rammgut fallen gelassen. 
Um das Rammgut zu schonen, wird auf eine Rammhaube (auch Schlaghaube oder Schlagplatte genannt) geschlagen, die auf dem Rammgut sitzt und mindestens auf der dem Bären zugewandten Seite mit Holz oder Kunststoff ausgefüttert ist. Der Schlagbär kann als Zylinder oder häufiger als Kolben ausgeführt sein. Durch zweiseitiges Beaufschlagen des Schlagbären mit dem Energieträger ähnlich der Funktionsweise eines Hydraulikhammers lässt sich sowohl die auf das Rammgut einwirkende kinetische Energie erhöhen als auch die Schlagzahl erhöhen (sogenannter Schnellschlagbär oder in leichterer Ausführung Schnellschlaghammer, bis zu 600 Schläge pro Minute). Bei schweren Rammarbeiten kommen Schlagbären mit einem Kolbengewicht bis zu 10 t bei Schlagzahlen von maximal 50 pro Minute zum Einsatz.

#### Pfahlramme
Die Pfahlramme ist ein Handwerkzeug, mit dem Holzpfosten, Zaunpfosten usw. in den Boden getrieben werden können. Sie wird häufig von Landschaftsgärtnern verwendet.
Es handelt sich dabei um einen Zylinder aus Stahl, der etwa 1 Meter lang ist, zwei Griffe besitzt und einen etwa 4 cm dicken Deckel. Sie ist 10–20 kg schwer.

#### Dampframme
Bei der Dampframme wird die Ramme über eine Dampfmaschine angetrieben. Der Dampf hebt den Schlagkolben im Gehäuse bis an seinen Endpunkt an, der Dampf entweicht durch ein seitliches Ventil, und der Kolben fällt nach unten und treibt per Aufschlag mit Impulsübertragung das Rammgut in den Boden.

#### Motorramme
Bei der Motorramme wird mit Hilfe eines Benzinmotors ein Schlagwerk angetrieben. Die Motorramme wird auf das Rammgut aufgesetzt, das Schlagwerk schlägt direkt auf das Rammgut. Für den mobilen Einsatz gibt es tragbare Lösungen.

#### Pressluftramme
Funktionsprinzip wie bei der Dampframme. Mit diesem Rammtyp können keine sehr hohen Rammleistungen erreicht werden. Diese Rammen werden häufig eingesetzt, um zum Beispiel Leitplankenpfosten an Straßen einzurammen. Alternativ können mit einer Pressluftramme auch Stahlrohre vorgetrieben werden. Siehe Rohrvortrieb.

#### Dieselramme oder Explosionsramme
Die Funktionsweise einer Explosions- bzw. Dieselramme (auch Dieselbär oder Benzinfrosch genannt) entspricht der einer Freikolbenmaschine. Schlägt der Kolben auf die Schlagplatte auf, so explodiert ein Kraftstoff-Luft-Gemisch, wodurch der Kolben erneut nach oben geschleudert wird. Explosionsstampframmen, -pflasterrammen und -pfahlrammen, die von einer Person bedient und bewegt werden können, wie der legendäre DELMAG H2S oder der DELMAG Frosch, waren bis weit in die 1980er Jahre im täglichen Straßen- und Wegebau hör- und sichtbar im Einsatz.

#### Hydraulikramme
Hydraulikrammen werden hydraulisch angetrieben, dadurch können sie dort eingesetzt werden, wo die Verwendung einer Dieselramme nicht möglich ist, etwa zum Eintreiben von Stahlträgern von Bohrinseln.

### Vibrationsramme
Im Gehäuse der Vibrationszelle einer typisch vertikal wirkenden Ramme sind 2 horizontal und zueinander parallel verlaufende Wellen mit großer (gleicher) Unwucht montiert (siehe Unwuchtmotor). Die Wellenachsen liegen zueinander radial versetzt, horizontal nebeneinander. Werden die zwei Wellen drehwinkelsynchron gegenläufig gedreht und dabei so synchronisiert, dass beide Unwuchtmassen zum gleichen Zeitpunkt oben liegen, kommt es zu einer Addition der Schwungkraftwirkung in vertikaler Richtung und einer Neutralisation in der Horizontalen. Die Vibration erfolgt dann also rein vertikal.
Diese Kopplung der Wellen kann mechanisch über ein Stirn-Zahnradpaar erfolgen.
Ein Elektromotor mit 2 Rotoren und gemeinsamem Stator kann die Kopplung elektromagnetisch herstellen. Um 1983 gelang die hydraulische Synchronisierung von zwei Hydromotoren, die platzsparender als Elektromotore bauen.
Mit der Vibratorzelle unten starr verbunden ist ein Klemmkopf, der mittels hydraulisch betätigter Klemmzange das Rammgut mit großer Kraft reib- und eventuell formschlüssig festhält.
Oben trägt die Vibratorzelle hingegen gefedert einen schweren Ziehkopf. Sein auflastendes Gewicht unterstützt das Einrammen. Seine Schwungmasse im Zusammenwirken mit der Feder isoliert den hebenden Kran oder Mäkler von der Wirkung des Vibrators.
Die zumeist hydromotorisch angetriebene Vibrationsramme erzeugt eine vertikal orientierte, pulsierende Kraftwirkung auf das Rammgut. Durch Addition mit dem Eigengewicht des Vibrators und des Rammguts selbst kann erreicht werden, dass die resultierende Kraft auf das Rammgut stets nach unten gerichtet ist.
Es gibt hochfrequent und niederfrequent arbeitende Rammen, eine typische Frequenz ist 25 Hertz. Da Vibrationsrammen das Rammgut klemmen können, sind sie prinzipiell auch geeignet, Rammgut (Spundwände, Stahlträger) zu ziehen. Boden, besonders schotteriger, wird durch bestimmte Schwingungsfrequenzen „verflüssigt“, sodass die Spundwand unter der Gewichtskraft von Eigenmasse und angeklemmtem Vibratorkopf wie von selbst tiefer sinkt. Um dieses Einrammen zu erleichtern, Präzision und erreichbare Tiefe zu erhöhen, wird bis zu einer Teiltiefe vorgebohrt (auch wenn das Loch wieder zufällt hat es doch eine geringere Dichte und Festigkeit).
Vibrationsrammen werden überwiegend seit den 1970er Jahren eingesetzt. Aufgrund ihrer positiven Eigenschaften verdrängten sie nach und nach die zuvor seit vielen Jahrzehnten genutzten Schlagrammen.
Vibrationsrammen vermeiden das Schlagen von Stahl auf Stahl und damit den Schall der am Schlagspalt und insbesondere vom Rammgut ausgesendet wird. Die Vibration wird seismisch auf den Boden übertragen und kann Setzungen und Absinken von Gebäuden in der Nähe bewirken. Heute werden bei kritischen Bauten der Umgebung wirkende Erschütterungen zur Kontrolle gemessen.

## Anwendungen
Neben den bereits genannten Anwendungen gibt es weitere Einsatzmöglichkeiten für Rammen, etwa um Asphalt- oder Betonschichten von Straßen und Autobahnen aufzubrechen oder Boden und Untergrund zu verdichten.